# Farre (Vejle Kommune)
 For alternative betydninger, se Farre. (Se også artikler, som begynder med Farre)
Farre er en landsby i Sydjylland med 349 indbyggere  (2024), beliggende ca. 5 kilometer syd for Give. Landsbyen ligger i Vejle Kommune og hører til Region Syddanmark.
Farre har indenfor de sidste 10 år, som mange andre små lokalsamfund i Danmark, måttet se flere af sine butikker og institutioner lukke ned. Den er i dag en landsby, uden skole eller fødevarebutikker med den lokale slagter Ålbæk, Hærborg smedje og whiskey destillereriet Fary Lochan som undtagelse. Den nedlagte skole bliver i da brugt til aktiviteter for byens borgere og foreninger.
Omkring landsbyen ligger et naturområde med Omme Å, vandrestier, skovområder og mindre veje for cyklister eller gående.
Farre var en landsby i Skanderborg Rytterdistrikt, udskiftet 1780.

## Historie
Farre trinbræt ophørte med togbetjening i 1979. Stationsbygningen er i dag indrettet til privatbolig uden offentlig adgang.